# Reprezentacja Papui-Nowej Gwinei w piłce nożnej mężczyzn
Reprezentacja Papui-Nowej Gwinei w piłce nożnej została członkiem FIFA w 1963 roku. Do tej pory największym sukcesem tej reprezentacji jest drugie miejsce w Pucharze Narodów Oceanii 2016, którego Papua-Nowa Gwinea była gospodarzem (łącznie czterokrotnie wystąpiła na tym turnieju). Na mistrzostwach świata nigdy nie zagrała.
Obecnie selekcjonerem Papui-Nowej Gwinei jest duńczyk Flemming Serritslev.

## Eliminacje doMistrzostw Świata 2014

### Grupa B
| Miejsce | Drużyna           | Mecze | Punkty | Zwyc. | Rem. | Por. | Bramki |
| ------- | ----------------- | ----- | ------ | ----- | ---- | ---- | ------ |
| 1       | Nowa Zelandia     | 3     | 7      | 2     | 1    | 0    | 4-2    |
| 2       | Wyspy Salomona    | 3     | 5      | 1     | 2    | 0    | 2-1    |
| 3       | Fidżi             | 3     | 2      | 0     | 2    | 1    | 1-2    |
| 4       | Papua-Nowa Gwinea | 3     | 1      | 0     | 1    | 2    | 2-4    |

## Udział wMistrzostwach Świata
- 1930 – 1974 – Nie brała udziału (była kolonią australijską)
- 1978 – 1994 – Nie brała udziału
- 1998 – Nie zakwalifikowała się
- 2002 – Nie brała udziału
- 2006 – Nie zakwalifikowała się
- 2010 – Nie brała udziału
- 2014 – 2022 – Nie zakwalifikowała się

## Udział wPucharze Narodów Oceanii
- 1973 – Nie brała udziału (była kolonią australijską)
- 1980 – Faza grupowa
- 1996 – 2000 – Nie zakwalifikowała się
- 2002 – Faza grupowa
- 2004 – 2008 – Nie zakwalifikowała się
- 2012 – Faza grupowa
- 2016 – II miejsce (jako gospodarz)